# Saint-Jean-des-Champs
Pour les articles homonymes, voir Saint-Jean.
Saint-Jean-des-Champs est une commune française, située dans le département de la Manche en région Normandie, peuplée de 1 521 habitants.

## Géographie
La localité est entourée d'un paysage de bocage, propice à l'élevage bovin. Couvrant 1 940 hectares, le territoire de Saint-Jean-des-Champs est le plus étendu du canton de La Haye-Pesnel.

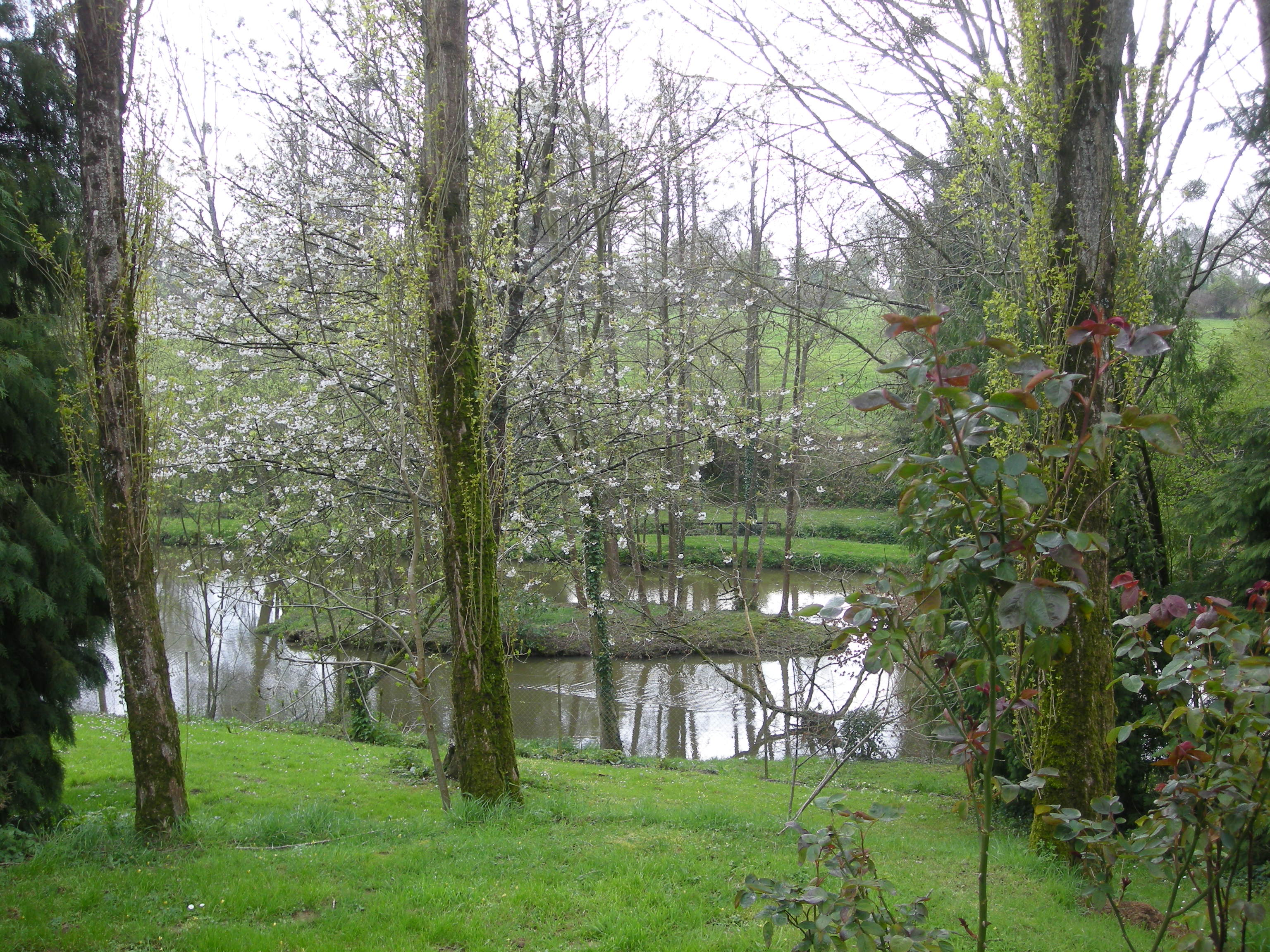
Petit étang.

| Hudimesnil, Coudeville-sur-Mer, Saint-Planchers | Hudimesnil            | Saint-Sauveur-la-Pommeraye      |
| Saint-Planchers, Saint-Aubin-des-Préaux         | Saint-Jean-des-Champs | Folligny                        |
| Saint-Pierre-Langers                            | La Lucerne-d'Outremer | Folligny, La Lucerne-d'Outremer |

### Hydrographie
La commune est située dans le bassin Seine-Normandie. Elle est drainée par le ruisseau du Boscq, la Saigne, le Thar, le ruisseau de Laune, des bras du Bidel, le cours d'eau 01 de la Bidellière, le cours d'eau 01 de la commune de Saint-Aubin-des-Preaux, le cours d'eau 01 du Roudoir, le cours d'eau 02 de la commune des Préaux, le cours d'eau 03 de la commune de Saint-Planchers, le fossé 01 de la Blondière, le ruisseau de Fouceuil et divers autres petits cours d'eau,.
Le ruisseau du Boscq, d'une longueur de 18 km, prend sa source dans la commune de La Meurdraquière et se jette  dans le golfe de Saint-Malo à Granville, après avoir traversé douze communes. 

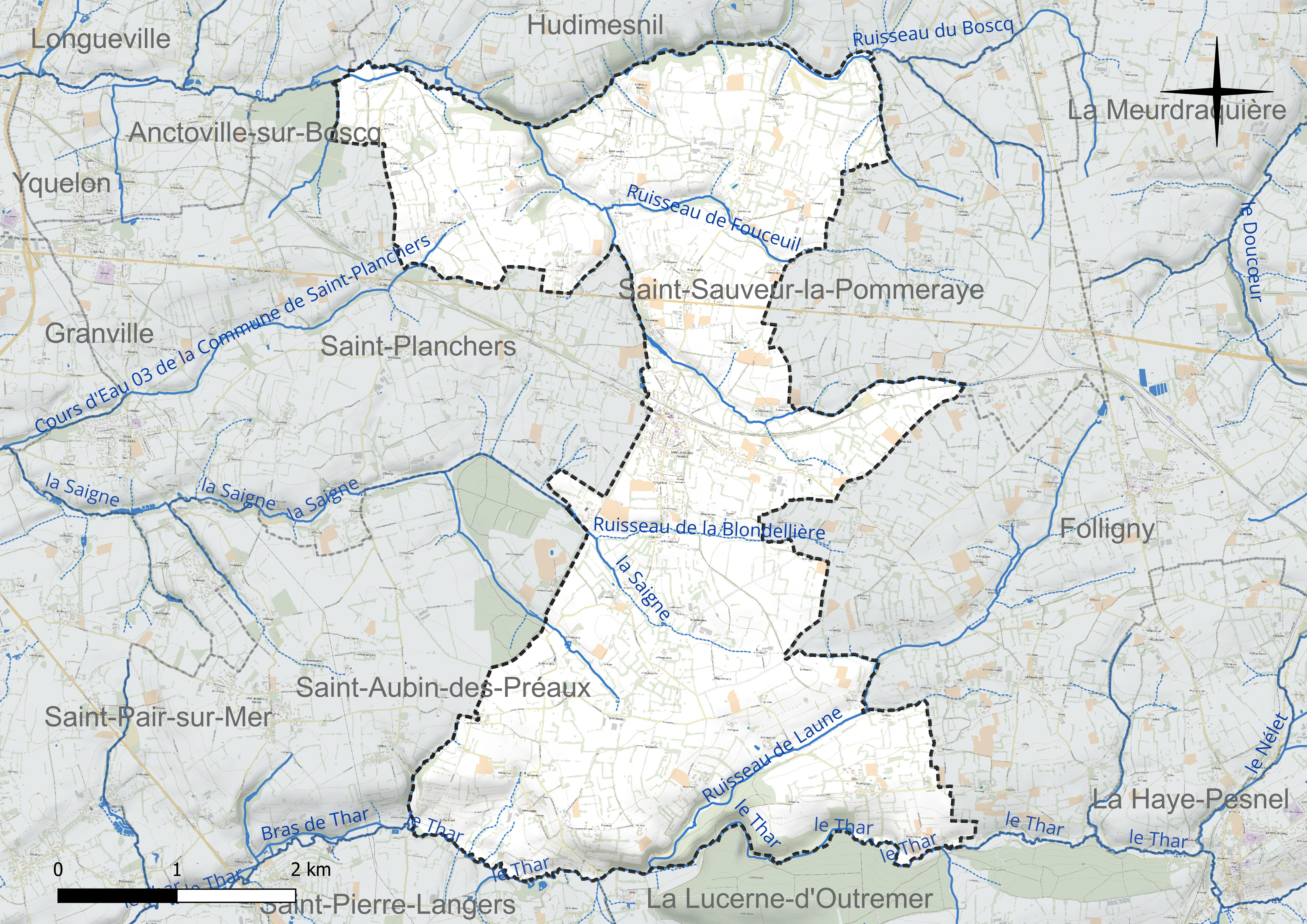
Réseau hydrographique de Saint-Jean-des-Champs.

La Saigne, d'une longueur de 11 km, prend sa source dans la commune  et se jette  dans le golfe de Saint-Malo en limite de Saint-Pair-sur-Mer et de Granville, après avoir traversé cinq communes. 
Le Thar, d'une longueur de 25 km, prend sa source dans la commune de La Mouche et se jette  dans le golfe de Saint-Malo à Saint-Pair-sur-Mer, après avoir traversé onze communes. 

### Climat
Pour des articles plus généraux, voir Climat de la Normandie et Climat de la Manche.
En 2010, le climat de la commune est de type climat océanique franc, selon une étude du CNRS s'appuyant sur une série de données couvrant la période 1971-2000. En 2020, Météo-France publie une typologie des climats de la France métropolitaine dans laquelle la commune est exposée à un climat océanique et est dans une zone de transition entre les régions climatiques « Normandie (Cotentin, Orne) » et « Bretagne orientale et méridionale, Pays nantais, Vendée ». Parallèlement le GIEC normand, un groupe régional d’experts sur le climat, différencie quant à lui, dans une étude de 2020, trois grands types de climats pour la région Normandie, nuancés à une échelle plus fine par les facteurs géographiques locaux. La commune est, selon ce zonage, exposée à un « climat maritime », correspondant au Cotentin et à l'ouest du département de la Manche, frais, humide et pluvieux, où les contrastes pluviométrique et thermique sont parfois très prononcés en quelques kilomètres quand le relief est marqué.
Pour la période 1971-2000, la température annuelle moyenne est de 10,9 °C, avec une amplitude thermique annuelle de 12,1 °C. Le cumul annuel moyen de précipitations est de 953 mm, avec 13,9 jours de précipitations en janvier et 8,4 jours en juillet. Pour la période 1991-2020, la température moyenne annuelle observée sur la station météorologique la plus proche, située sur la commune de Longueville à 7 km à vol d'oiseau, est de 11,9 °C et le cumul annuel moyen de précipitations est de 802,4 mm,. Pour l'avenir, les paramètres climatiques de la commune estimés pour 2050 selon différents scénarios d’émission de gaz à effet de serre sont consultables sur un site dédié publié par Météo-France en novembre 2022.

## Urbanisme

### Typologie
Au 1er janvier 2024, Saint-Jean-des-Champs est catégorisée commune rurale à habitat dispersé, selon la nouvelle grille communale de densité à sept niveaux définie par l'Insee en 2022.
Elle est située hors unité urbaine. Par ailleurs la commune fait partie de l'aire d'attraction de Granville, dont elle est une commune de la couronne,. Cette aire, qui regroupe 34 communes, est catégorisée dans les aires de moins de 50 000 habitants,.

### Occupation des sols
L'occupation des sols de la commune, telle qu'elle ressort de la base de données européenne d’occupation biophysique des sols Corine Land Cover (CLC), est marquée par l'importance des territoires agricoles (92,8 % en 2018), en diminution par rapport à 1990 (94 %). La répartition détaillée en 2018 est la suivante : prairies (46 %), terres arables (32,7 %), zones agricoles hétérogènes (14,1 %), forêts (5 %), zones urbanisées (2,2 %). L'évolution de l’occupation des sols de la commune et de ses infrastructures peut être observée sur les différentes représentations cartographiques du territoire : la carte de Cassini (XVIIIe siècle), la carte d'état-major (1820-1866) et les cartes ou photos aériennes de l'IGN pour la période actuelle (1950 à aujourd'hui).

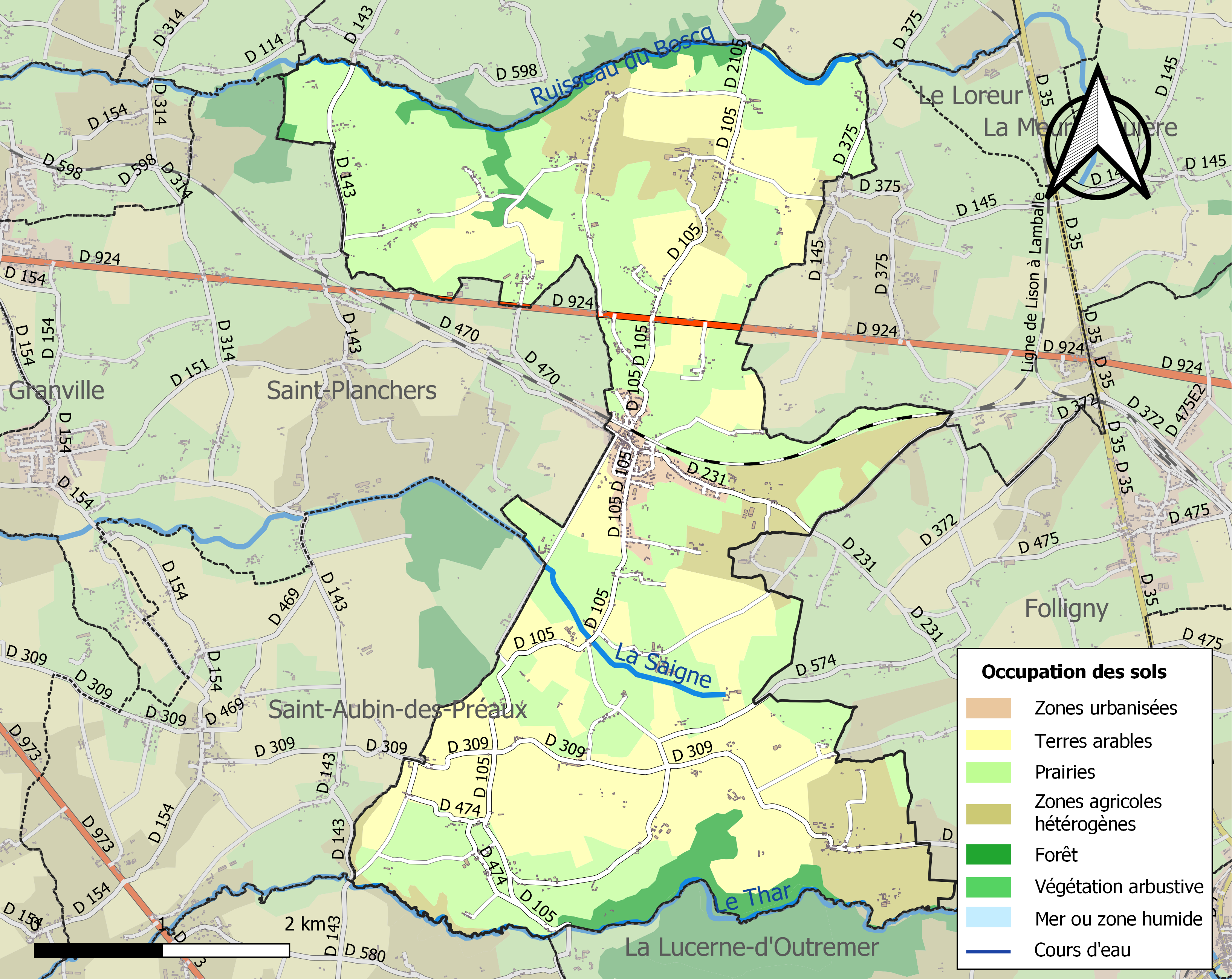
Carte des infrastructures et de l'occupation des sols de la commune en 2018 (CLC).

## Toponymie
Le nom de la localité est attesté sous les formes Sancti Johannis de Campis en 1179, Saint Jehan en 1349.
Saint Jean est le nom usuel de saint Jean-Baptiste.
Le mot champs est à interpréter avec le sens de plaine cultivée.
Le gentilé est Saint-Jeannais.

## Histoire
Un La Motte de Pont-Roger, seigneur de Saint-Jean-des-Champs, était en 1434 parmi les 119 défenseurs du Mont-Saint-Michel, de même qu'un Bricqueville dont la famille deviendra propriétaire de Pont-Roger.
Le 1er janvier 1973, la commune fusionne avec Saint-Léger et Saint-Ursin, qui gardent le statut de communes associées.

## Politique et administration
| Période                                  | Période      | Identité                   | Étiquette | Qualité         |
| ---------------------------------------- | ------------ | -------------------------- | --------- | --------------- |
| 1831                                     | 1859         | Théodore Magloire Lebreton |           |                 |
|                                          |              |                            |           |                 |
| 1947                                     | 1983         | André Néel                 |           |                 |
| 1983                                     | 1995         | Claude Léonard             | DVD       |                 |
| mars 1995                                | octobre 2015 | Jean-Claude Retaux         | SE        | Maire honoraire |
| octobre 2015                             | En cours     | Catherine Hersent          | SE        |                 |
| Les données manquantes sont à compléter. |              |                            |           |                 |

Le conseil municipal est composé de quinze membres dont le maire et trois adjoints. L'un des conseillers est maire délégué de la commune associée de Saint-Ursin et un autre de celle de Saint-Léger.

## Démographie
L'évolution du nombre d'habitants est connue à travers les recensements de la population effectués dans la commune depuis 1793. Pour les communes de moins de 10 000 habitants, une enquête de recensement portant sur toute la population est réalisée tous les cinq ans, les populations de référence des années intermédiaires étant quant à elles estimées par interpolation ou extrapolation. Pour la commune, le premier recensement exhaustif entrant dans le cadre du nouveau dispositif a été réalisé en 2006.
En 2022, la commune comptait 1 521 habitants, en évolution de +8,57 % par rapport à 2016 (Manche : −0,31 %, France hors Mayotte : +2,11 %).
| 1793 | 1800 | 1806 | 1821  | 1831 | 1836  | 1841  | 1846  | 1851 |
| ---- | ---- | ---- | ----- | ---- | ----- | ----- | ----- | ---- |
| 922  | 996  | 916  | 1 065 | 983  | 1 007 | 1 027 | 1 052 | 991  |

| 1856 | 1861 | 1866 | 1872 | 1876 | 1881 | 1886 | 1891 | 1896 |
| ---- | ---- | ---- | ---- | ---- | ---- | ---- | ---- | ---- |
| 962  | 960  | 948  | 958  | 920  | 870  | 774  | 688  | 653  |

| 1901 | 1906 | 1911 | 1921 | 1926 | 1931 | 1936 | 1946 | 1954 |
| ---- | ---- | ---- | ---- | ---- | ---- | ---- | ---- | ---- |
| 650  | 606  | 617  | 541  | 550  | 553  | 523  | 533  | 588  |

| 1962 | 1968 | 1975 | 1982 | 1990 | 1999  | 2006  | 2011  | 2016  |
| ---- | ---- | ---- | ---- | ---- | ----- | ----- | ----- | ----- |
| 594  | 545  | 800  | 873  | 989  | 1 116 | 1 259 | 1 340 | 1 401 |

| 2021  | 2022  | - | - | - | - | - | - | - |
| ----- | ----- | - | - | - | - | - | - | - |
| 1 496 | 1 521 | - | - | - | - | - | - | - |

| 1793 | 1800 | 1806 | 1821 | 1831 | 1836 | 1841 | 1846 |
| ---- | ---- | ---- | ---- | ---- | ---- | ---- | ---- |
| 217  | 179  | 211  | 301  | 215  | 213  | 303  | 203  |

| 1851 | 1856 | 1861 | 1866 | 1872 | 1876 | 1881 | 1886 |
| ---- | ---- | ---- | ---- | ---- | ---- | ---- | ---- |
| 222  | 210  | 202  | 180  | 179  | 174  | 154  | 152  |

| 1891 | 1896 | 1901 | 1906 | 1911 | 1921 | 1926 | 1931 |
| ---- | ---- | ---- | ---- | ---- | ---- | ---- | ---- |
| 138  | 134  | 114  | 113  | 105  | 98   | 90   | 94   |

| 1936 | 1946 | 1954 | 1962 | 1968 | - | - | - |
| ---- | ---- | ---- | ---- | ---- | - | - | - |
| 105  | 82   | 93   | 73   | 83   | - | - | - |

| 1793 | 1800 | 1806 | 1821 | 1831 | 1836 | 1841 | 1846 |
| ---- | ---- | ---- | ---- | ---- | ---- | ---- | ---- |
| 430  | 378  | 449  | 462  | 453  | 467  | 464  | 420  |

| 1851 | 1856 | 1861 | 1866 | 1872 | 1876 | 1881 | 1886 |
| ---- | ---- | ---- | ---- | ---- | ---- | ---- | ---- |
| 414  | 397  | 395  | 404  | 364  | 324  | 301  | 277  |

| 1891 | 1896 | 1901 | 1906 | 1911 | 1921 | 1926 | 1931 |
| ---- | ---- | ---- | ---- | ---- | ---- | ---- | ---- |
| 246  | 224  | 194  | 182  | 194  | 211  | 212  | 201  |

| 1936 | 1946 | 1954 | 1962 | 1968 | - | - | - |
| ---- | ---- | ---- | ---- | ---- | - | - | - |
| 189  | 189  | 198  | 181  | 145  | - | - | - |

## Lieux et monuments

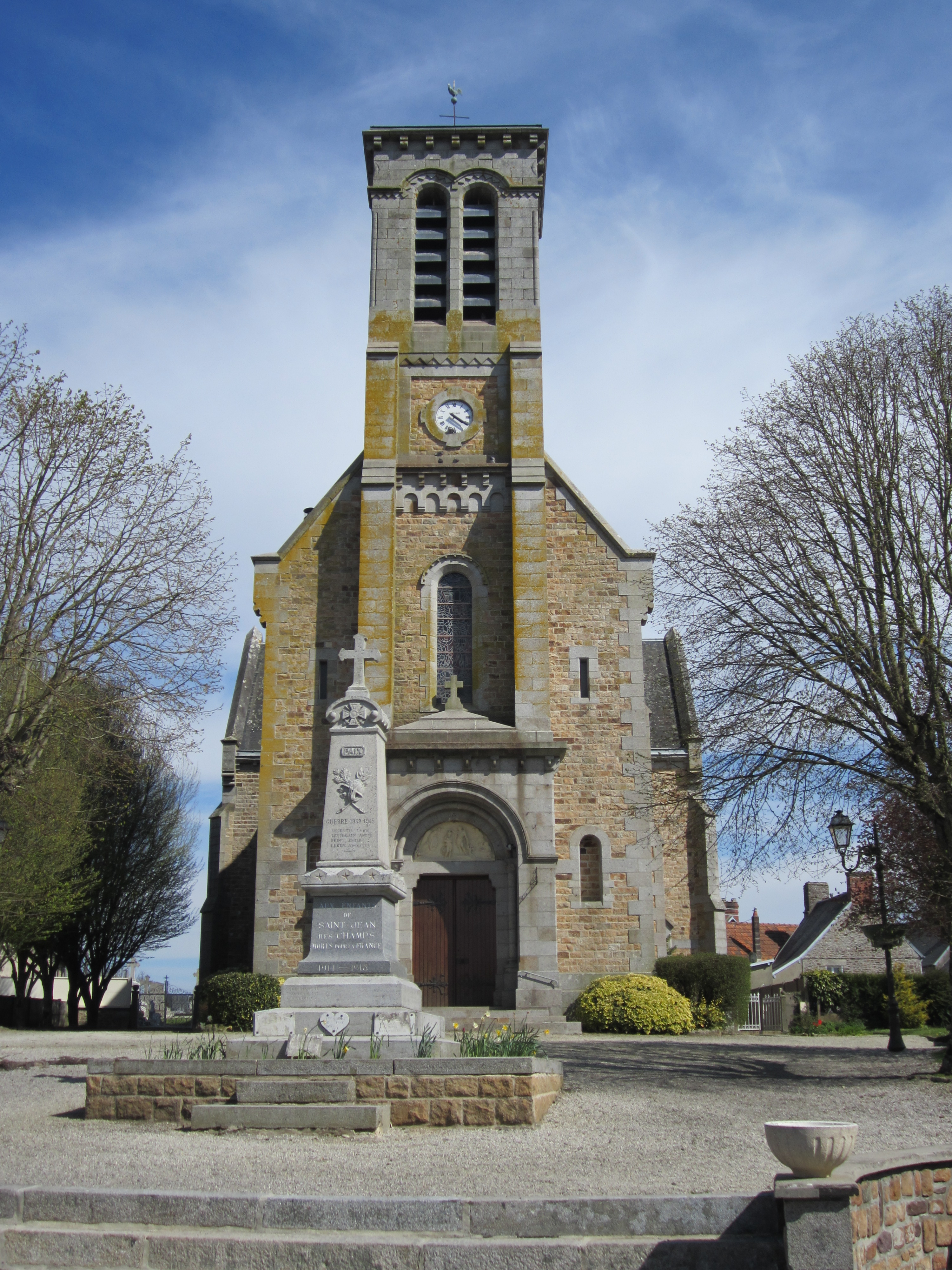
L'église Saint-Jean-Baptiste.

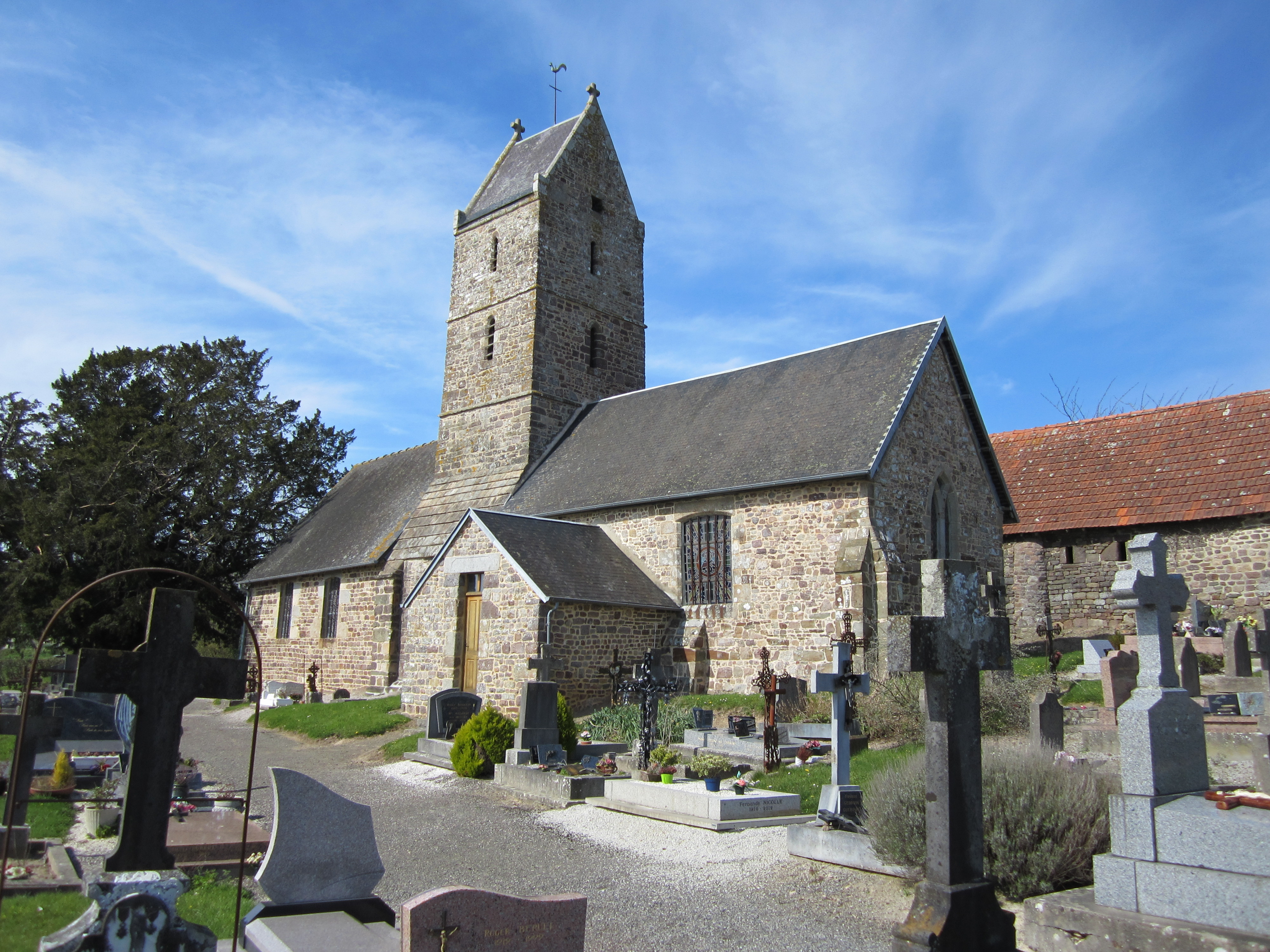
L'église Saint-Léger.

- Église Saint-Jean-Baptiste[43] de Saint-Jean-des-Champs du XIXe siècle, reconstruite à la suite d'un incendie dans la nuit du 13 août au 14 août 1869 dans le style roman. Elle abrite une verrière composée de dix vitraux et un bas-relief du XXe[31].
- Église Saint-Ursin, de l'ancienne commune du même nom, avec un portail roman du XIIe siècle. Près de ce dernier se dresse un if funéraire réputé millénaire[44] de plus de dix mètres de circonférence.
- Église Saint-Léger, du XIIe siècle inscrite au titre des monuments historiques par arrêté du 16 mai 1994[45]. Elle abrite des fonts baptismaux classés au titre objet aux monuments historiques[46] et des peintures murales du XVe siècle.
- Château du Pont-Roger (XVe – XVIIe siècle) et sa chapelle inscrits au titre des monuments historiques par arrêté du 13 février 1975[47]. L'édifice est reconstruit en 1691 à l'emplacement de l'ancien manoir des La Motte de Pont-Roger. Il se présente sous la forme d'un logis à avant-corps central et fronton triangulaire. Le château est précédé de deux pavillons d'entrée avec un portail muni d'une grille.
- Plusieurs fontaines et lavoirs.

## Cultes
Les églises de Saint-Jean-des-Champs, Saint-Léger et Saint-Ursin dépendent de la paroisse Saint-Pierre-et-Saint-Paul du doyenné du pays de Granville-Villedieu.

## Activité et manifestations

### Sports
L'Espérance Saint-Jean-des-Champs fait évoluer une équipe de football en ligue de Basse-Normandie et une autre en division de district.
Le Raquettes Club Saint-Jean-des-Champs participe aux championnats départementaux de tennis de table, en y engageant cinq équipes, et dispose d'une section loisir de badminton.
La région est propice à la pratique du vélo tout-terrain, avec la forêt de la Lucerne au sud, la côte à l'ouest et le bocage à l'est.

### Jumelages
- Val-d'Illiez (Suisse) depuis 1993[50].

## Personnalités liées à la commune
- Paul Decauville (1846-1922), ingénieur et homme d'affaires, maire de Saint-Léger.